# Karel Ambrosius van Oostenrijk-Este

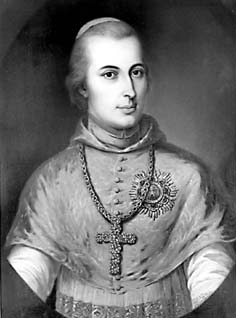
Karel Ambrosius van Oostenrijk-Este.

Karel Ambrosius Jozef Johan Baptist van Oostenrijk-Este (Milaan, 2 november 1785 - Tata, 2 september 1809) was een Oostenrijkse aartshertog, van 1806 tot 1808 bisschop van Vác en van 1808 tot aan zijn dood aartsbisschop van Esztergom. Hij behoorde tot het huis Oostenrijk-Este.

## Levensloop
Karel Ambrosius was de zesde zoon van aartshertog Ferdinand van Oostenrijk, gouverneur van Milaan, uit diens huwelijk met Maria Beatrice d'Este, dochter van Ercole III d'Este, hertog van Modena en Reggio. Hij bracht zijn jeugdjaren door in Monza, totdat zijn familie in 1796 moest vluchten voor de oprukkende Franse troepen aangevoerd door Napoleon Bonaparte. Na verschillende tussenhaltes streek de familie uiteindelijk neer in Wiener Neustadt. 
Wegens zijn fragiele gezondheid was Karel Ambrosius voorbestemd voor een kerkelijke loopbaan. Op 17 november 1806 werd hij benoemd tot bisschop van Vác, waarna hij op 4 november 1807 het sacrament van de priesterwijding ontving. Op 16 maart 1808 volgde zijn benoeming tot aartsbisschop van Esztergom en op 24 juli dat jaar ontving hij de bisschopswijding. Als aartsbisschop van Esztergom werd hij ook primaat van de Hongaarse kerk.
Karel Ambrosius overleed in september 1809, amper 23 jaar oud. Hij werd bijgezet in de Sint-Adalbertkathedraal in Esztergom.
- Gemeinsame Normdatei: 130252972
- Virtual International Authority File: 45404250
- WorldCat: E39PBJvMDTXqMkkMKTbDfHtVG3